# Balls Park
Balls Park à Hertford est une maison du milieu du XVIIe siècle classée Grade I. Le domaine et la maison sont situés dans plus de 63 acres de parc classé Grade II sur le registre du patrimoine anglais des parcs et jardins d'intérêt historique spécial. Le domaine et la maison auraient été à l'origine d'une partie du roman Orgueil et Préjugés de Jane Austen, qui se déroule dans le Hertfordshire, mais la seule citation à ce sujet est une annonce de vente dans un journal.

## Histoire
Balls Park tient son nom de son propriétaire, Simon de Ball, bourgeois de Hertford en 1297. Sous le règne d'Élisabeth Ire, il appartient à William Henmarsh, dont l'enfant unique, Jane, épouse Richard Willis, un propriétaire terrien et avocat du Cambridgeshire. Leurs enfants Thomas et Richard (en), sont créés baronnet par le roi Charles Ier. Thomas, le fils aîné et héritier, vend Balls Park à Sir John Harrison, un riche financier et fonctionnaire des douanes, qui construit la maison actuelle entre 1637 et 1640, peut-être selon les plans de Nicholas Stone (en), le maître-maçon du roi.
Le bâtiment est conçu dans le style dit maniériste artisanal, similaire à plusieurs autres maisons du Hertfordshire de la même date, mais présente des traits classiques plus purs qui suggèrent des influences métropolitaines. Plusieurs phases ultérieures du remodelage peuvent être attribuées stylistiquement aux changements initiés par le fils de Harrison, Richard Harrison, et son petit-fils Edward Harrison, qui ont servi dans le gouvernement colonial de la Compagnie des Indes orientales. En 1759, la maison est léguée par George Harrison à sa nièce Etheldreda Townshend (en) séparée de son mari, Charles. Elle devient une hôtesse connue dans la société.
De cette façon, la maison passe à la famille des marquis Townshend de Raynham à Norfolk, et devient ainsi une maison secondaire, bien que favorisée par Lord John Townshend, qui initie d'autres changements, peut-être la toiture sur la cour comme un salon ou un atrium dans le début du XIXe siècle.
Dans les années 1880, il est loué à la famille Faudel-Phillips, qui l'achète en 1901 et y apporte d'autres modifications. Les bureaux du domaine et le bloc d'écurie survivant sont construits en 1902. Au début des années 1920, Sir Benjamin Faudel-Phillips charge l'architecte écossais Sir Robert Lorimer d'agrandir la maison, en supprimant une série de bâtiments de service et en construisant une nouvelle aile ouest, reflétant la forme du manoir. La remise est également rénovée en même temps.
En mai 1940, Sir Winston Churchill dit à propos des trésors artistiques de la nation : « Cachez-les dans des grottes et des caves, mais aucune image ne quittera cette île ». Au moment où la guerre est déclarée le 3 septembre 1939, la majorité de la Wallace Collection est soigneusement emballée pour le transport et a déjà quitté Londres en toute sécurité. La moitié des œuvres de la collection est stockée à Balls Park pour se protéger des bombes du Blitz, les emplacements étant un secret bien gardé.
Le domaine est vendu en 1946 et converti en un collège de formation des enseignants, et sert de lieu d'éducation pendant plus de 50 ans, avant de fermer en tant que campus Hertford de l'Université de Hertfordshire en 2002.
City & Country acquiert Balls Park en 2001 auprès de l'Université du Hertfordshire. En 2003, un permis de construire est accordé pour un réaménagement complet de ce site hautement sensible conformément aux directives de développement du patrimoine anglais. Le projet comprend l'utilisation commerciale des bâtiments classés, la démolition de bâtiments universitaires disgracieux des années 1960 et le développement de 132 nouvelles maisons conçues pour respecter le cadre et le contexte des bâtiments classés et du parc historique.

## Cricket
Balls Park est un terrain de cricket à Hertford, Hertfordshire. Le terrain est situé dans l'enceinte du domaine Balls Park. Le premier match enregistré sur le terrain a lieu en 1865 entre Hertford et United South of England Eleven. En 1901, le terrain accueille son premier match de championnat des comtés mineurs entre Hertfordshire et Cambridgeshire. De 1901 à aujourd'hui, le terrain a accueilli 70 matchs de championnat des comtés mineurs et 2 matchs de trophée MCCA Knockout.